# Monte di Pruno
. 
 
Monte di Pruno è una frazione di 1 342 abitanti del comune di Contursi Terme, in provincia di Salerno

## Geografia fisica
L'abitato si sviluppa in zona collinare a 311 m metri s.l.m, tra le frazioni Tempa del Corvo e Sottana in Pantaglione.

## Storia
Non si hanno notizie precise, ma sicuramente è un'area antica, data la denominazione del monte da cui prende il nome tutta la frazione.
La zona centrale, si potrebbe far risalire all'età romana.

## Monumenti e luoghi d'interesse
Non presenta alcun edificio storico o artistico ma nella prima metà degli anni 80 vi furono ritrovati reperti archeologici del IV-III secolo a.C. e negli anni 90 parte di una necropoli nella località di Perrazze, testimoniando la presenza di popolazioni autoctone con influssi greci.

### Edifici religiosi
- Chiesa di San Nicola: Costruita e benedetta nell'anno giubilare 2000. Non è edificio parrocchiale, ed appartiene alla Parrocchia S. Francesco d'Assisi ai Bagni di Contursi. La chiesa è a pianta rettangolare, ad unica navata. Presenta struttura intelaiata in cemento armato e solai di copertura latero-cementizi. Le pareti interne si presentano intonacate e tinteggiate in bianco con zoccolatura in beige oltre che impreziosite con aperture ad arco con vetrate artistiche. La pavimentazione dell'aula e del presbiterio è in listoni di marmo. La facciata principale è costituita, centralmente, dal portale d'ingresso con cornice modanata in cls, ad arco a tutto sesto e infisso in legno massiccio; presenta un cornicione aggettante che separa l'ordine inferiore da quello superiore della copertura. Possiede un campanile a vela con campana in tonalità la4, fusa dalla fonderia Allanconi di Crema nell'Anno Giubilare 2000.
- Eremo di Santa Maria della Pace: Antico eremo situato quasi in cima al Monte Pruno e, fino al 1974, vi era anche una Cappella, che fu completamente distrutta da una frana nello stesso anno e quindi oggi non più esistente. Precisamente sul posto dove sorgeva la Cappella, ora vi è una statua della Madonna della Pace e una Croce. Si sale in processione il lunedì in Albis, ovvero il Lunedì dopo Pasqua. Anche questo luogo di culto appartiene alla Parrocchia S. Francesco d'Assisi ai Bagni di Contursi.

## Economia
La principale risorsa è la coltivazione e la produzione dell'olio di oliva Colline Salernitane (DOP).

## Eventi e feste religiose
- Festa dell'istituzione di Monte di Pruno (21 luglio)
- Festa patronale di San Nicola (1,2,3 settembre)
- Festa della Madonna della Pace (lunedì dell'Angelo)